# الانتخابات البلدية الجزئية التونسية 2019
تحتوي هذه المقالة على قائمة الانتخابات الجزئية البلدية التي نظمت في تونس في 2019. الانتخابات الأخيرة هي الانتخابات البلدية التونسية 2018.

## الحصيلة
| الحزب السياسي | الحزب السياسي         | رؤساء البلديات المنتهية ولايتهم | رؤساء البلديات المنتخبون | التطور |
| ------------- | --------------------- | ------------------------------- | ------------------------ | ------ |
|               | حركة النهضة           | 1                               | 0                        | ▼ 1    |
|               | حزب البديل التونسي    | 0                               | 1                        | ▲ 1    |
|               | نداء تونس             | 1                               | 0                        | ▼ 1    |
|               | تحيا تونس             | 1                               | 1                        | 1      |
|               | المستقلون (باختلافهم) | 2                               | 3                        | ▲ 1    |

## الانتخابات

### سوق الجديد(ولاية سيدي بوزيد)
رئيس البلدية المنتهية ولايته: فتحي المصباحي (عن القائمة المستقلة «بدر»).

رئيس البلدية المنتخب: المستوري الخضراوي (عن القائمة المستقلة «الوفاء»).

السياق: بعد استقالة 11 مستشارا بلديا من جملة 18 في 13 فبراير 2019، تم حل المجلس البلدي في 28 فبراير الموالي، وتقرر تنظيم انتخابات جزئية يوم 26 مايو، على أن يقترع الأمنيون والعسكريون يوم 25 مايو.
| القائمة                                   | القائمة                                | عدد الأصوات | %     | عدد المقاعد |
| ----------------------------------------- | -------------------------------------- | ----------- | ----- | ----------- |
|                                           | حركة النهضة                            | 640         | 15.02 | 3           |
|                                           | حزب التيار الديمقراطي                  | 504         | 11.83 | 2           |
|                                           | القائمة المستقلة الوفاء                | 502         | 11.78 | 2           |
|                                           | القائمة المستقلة أحبك يا شعب           | 474         | 11.13 | 2           |
|                                           | القائمة المستقلة العهد                 | 471         | 11.06 | 2           |
|                                           | القائمة المستقلة معا من أجل سوق الجديد | 453         | 10.63 | 2           |
|                                           | القائمة المستقلة المستقبل              | 437         | 10.26 | 2           |
|                                           | تحيا تونس                              | 340         | 7.98  | 1           |
|                                           | القائمة المستقلة الريحان               | 238         | 5.59  | 1           |
|                                           | القائمة المستقلة الوفاق                | 201         | 4.72  | 1           |
|                                           |                                        |             |       |             |
| الأصوات الصحيحة                           | الأصوات الصحيحة                        | 260 4       | 92.8  |             |
| الأوراق البيضاء                           | الأوراق البيضاء                        | 156         | 3.4   |             |
| الأوراق الملغاة                           | الأوراق الملغاة                        | 173         | 3.8   |             |
| المجموع                                   | المجموع                                | 594 4       | 100   | 18          |
| الامتناع                                  | الامتناع                               | 767 8       | 65.62 |             |
| المشاركة                                  | المشاركة                               | 594 4       | 34.38 |             |
| المسجلون                                  | المسجلون                               | 361 13      | 100   |             |
| المصدر: الهيئة العليا المستقلة للانتخابات |                                        |             |       |             |

### باردو(ولاية تونس)
رئيسة البلدية المنتهية ولايتها: زينب بن حسين (عن حركة النهضة).

رئيس البلدية المنتخب: منير التليلي (عن حزب البديل التونسي)

السياق: بعد استقالة 18 مستشارا بلديا من جملة 30 في 26 مارس 2019، تم حل المجلس البلدي في 8 أبريل الموالي، وتقرر تنظيم انتخابات جزئية يوم 14 يوليو، على أن يقترع الأمنيون والعسكريون يوم 13 يوليو.
| القائمة                                   | القائمة                       | عدد الأصوات | %     | عدد المقاعد |
| ----------------------------------------- | ----------------------------- | ----------- | ----- | ----------- |
|                                           | حركة النهضة                   | 429 1       | 26.96 | 8           |
|                                           | حزب البديل التونسي            | 658         | 12.41 | 4           |
|                                           | آفاق تونس                     | 635         | 11.98 | 4           |
|                                           | تحيا تونس                     | 591         | 11.15 | 3           |
|                                           | القائمة المستقلة باردو أولا   | 501         | 9.45  | 3           |
|                                           | حزب التيار الديمقراطي         | 423         | 7.98  | 2           |
|                                           | القائمة المستقلة الكلنا باردو | 341         | 6.43  | 2           |
|                                           | بني وطني                      | 314         | 5.92  | 2           |
|                                           | القائمة المستقلة شباب باردو   | 227         | 4.28  | 1           |
|                                           | القائمة المستقلة أوفياء باردو | 182         | 3.43  | 1           |
|                                           |                               |             |       |             |
| الأصوات الصحيحة                           | الأصوات الصحيحة               | 301 5       | 97.05 |             |
| الأوراق البيضاء                           | الأوراق البيضاء               | 62          | 1.14  |             |
| الأوراق الملغاة                           | الأوراق الملغاة               | 99          | 1.81  |             |
| المجموع                                   | المجموع                       | 462 5       | 100   | 30          |
| الامتناع                                  | الامتناع                      | 439 39      | 87.84 |             |
| المشاركة                                  | المشاركة                      | 462 5       | 12.16 |             |
| المسجلون                                  | المسجلون                      | 901 44      | 100   |             |
| المصدر: الهيئة العليا المستقلة للانتخابات |                               |             |       |             |

### تيبار(ولاية باجة)
رئيسة البلدية المنتهية ولايتها: وفاء الطبوبي (عن نداء تونس).

رئيس البلدية المنتخب: أنور الخميري (عن القائمة المستقلة «الربيع») 

السياق: بعد استقالة 12 مستشارا بلديا من جملة 18 في 13 مايو 2019، تم حل المجلس البلدي في مايو الموالي، وتقرر تنظيم انتخابات جزئية يوم 18 أغسطس، على أن يقترع الأمنيون والعسكريون يوم 17 أغسطس.
| القائمة                                   | القائمة                        | عدد الأصوات | %     | عدد المقاعد |
| ----------------------------------------- | ------------------------------ | ----------- | ----- | ----------- |
|                                           | القائمة المستقلة «الحكمة»      | 539         | 38.47 | 7           |
|                                           | القائمة المستقلة «الربيع»      | 303         | 21.63 | 4           |
|                                           | حركة النهضة                    | 272         | 19.41 | 3           |
|                                           | القائمة المستقلة «لنبني تيبار» | 156         | 11.13 | 2           |
|                                           | نداء تونس                      | 69          | 4.93  | 1           |
|                                           | حركة الشعب                     | 62          | 4.43  | 1           |
|                                           |                                |             |       |             |
| الأصوات الصحيحة                           | الأصوات الصحيحة                | 401 1       | 93.96 |             |
| الأوراق البيضاء                           | الأوراق البيضاء                | 22          | 1.47  |             |
| الأوراق الملغاة                           | الأوراق الملغاة                | 68          | 4.57  |             |
| المجموع                                   | المجموع                        | 491 1       | 100   | 18          |
| الامتناع                                  | الامتناع                       | 3790        | 71.77 |             |
| المشاركة                                  | المشاركة                       | 491 1       | 28.23 |             |
| المسجلون                                  | المسجلون                       | 281 5       | 100   |             |
| المصدر: الهيئة العليا المستقلة للانتخابات |                                |             |       |             |

### العيون(ولاية القصرين)
رئيس البلدية المنتهية ولايته: عثمان كرتلي (عن القائمة المستقلة «صوت الحق»).

رئيس البلدية المنتخب: محسن الفازعي (عن تحيا تونس).

السياق: بعد استقالة 10 مستشارين بلديين من جملة 18 في 28 مارس 2019، تم حل المجلس البلدي في مايو الموالي، وتقرر تنظيم انتخابات جزئية يوم 18 أغسطس، على أن يقترع الأمنيون والعسكريون يوم 17 أغسطس.
| القائمة                                   | القائمة                           | عدد الأصوات | %     | عدد المقاعد |
| ----------------------------------------- | --------------------------------- | ----------- | ----- | ----------- |
|                                           | تحيا تونس                         | 797         | 19.98 | 4           |
|                                           | القائمة المستقلة «الصمود»         | 553         | 13.87 | 2           |
|                                           | القائمة المستقلة «التوافق»        | 406         | 10.18 | 2           |
|                                           | القائمة المستقلة «الخمسة بالعيون» | 342         | 8.58  | 2           |
|                                           | القائمة المستقلة «الطموح»         | 294         | 7.37  | 1           |
|                                           | القائمة المستقلة «الأمل»          | 286         | 7.17  | 1           |
|                                           | القائمة المستقلة «الفولارة»       | 264         | 6.62  | 1           |
|                                           | القائمة المستقلة «صوت الحق»       | 254         | 6.37  | 1           |
|                                           | القائمة المستقلة «الكرامة»        | 236         | 5.92  | 1           |
|                                           | حركة الشعب                        | 187         | 4.69  | 1           |
|                                           | حزب التيار الديمقراطي             | 147         | 3.69  | 1           |
|                                           | بني وطني                          | 122         | 3.06  | 1           |
|                                           | القائمة المستقلة «السنبلة»        | 100         | 2.51  | 0           |
|                                           |                                   |             |       |             |
| الأصوات الصحيحة                           | الأصوات الصحيحة                   | 988 3       | 94.22 |             |
| الأوراق البيضاء                           | الأوراق البيضاء                   | 84          | 1.98  |             |
| الأوراق الملغاة                           | الأوراق الملغاة                   | 161         | 3.80  |             |
| المجموع                                   | المجموع                           | 233 4       | 100   | 18          |
| الامتناع                                  | الامتناع                          | 202 4       | 49.82 |             |
| المشاركة                                  | المشاركة                          | 233 4       | 50.18 |             |
| المسجلون                                  | المسجلون                          | 435 8       | 100   |             |
| المصدر: الهيئة العليا المستقلة للانتخابات |                                   |             |       |             |

### السرس(ولاية الكاف)
رئيس البلدية المنتهية ولايته: عادل العياري (عن القائمة المستقلة «الأمل» ثم تحيا تونس).

رئيس البلدية المنتخب: فتح الدين سلايمي (عن القائمة المستقلة «ننتصر للسرس»).

السياق: بعد استقالة 10 مستشارين بلديين من جملة 18 في 29 أبريل 2019، تم حل المجلس البلدي في مايو الموالي، وتقرر تنظيم انتخابات جزئية يوم 18 أغسطس، على أن يقترع الأمنيون والعسكريون يوم 17 أغسطس.
| القائمة                                   | القائمة                        | عدد الأصوات | %     | عدد المقاعد |
| ----------------------------------------- | ------------------------------ | ----------- | ----- | ----------- |
|                                           | القائمة المستقلة «الأمل»       | 634         | 35.58 | 6           |
|                                           | القائمة المستقلة «ننتصر للسرس» | 565         | 31.71 | 6           |
|                                           | حركة النهضة                    | 308         | 17.28 | 3           |
|                                           | تحيا تونس                      | 275         | 15.43 | 3           |
|                                           |                                |             |       |             |
| الأصوات الصحيحة                           | الأصوات الصحيحة                | 782 1       | 92.47 |             |
| الأوراق البيضاء                           | الأوراق البيضاء                | 25          | 1.30  |             |
| الأوراق الملغاة                           | الأوراق الملغاة                | 120         | 6.23  |             |
| المجموع                                   | المجموع                        | 927 1       | 100   | 18          |
| الامتناع                                  | الامتناع                       | 505 7       | 79.57 |             |
| المشاركة                                  | المشاركة                       | 927 1       | 20.43 |             |
| المسجلون                                  | المسجلون                       | 432 9       | 100   |             |
| المصدر: الهيئة العليا المستقلة للانتخابات |                                |             |       |             |

## مقالات ذات صلة
- الانتخابات البلدية في تونس